# Lappgentiana
Lappgentiana (Gentianella tenella) är en växtart i familjen gentianaväxter.